# مكبر صوت ذكي

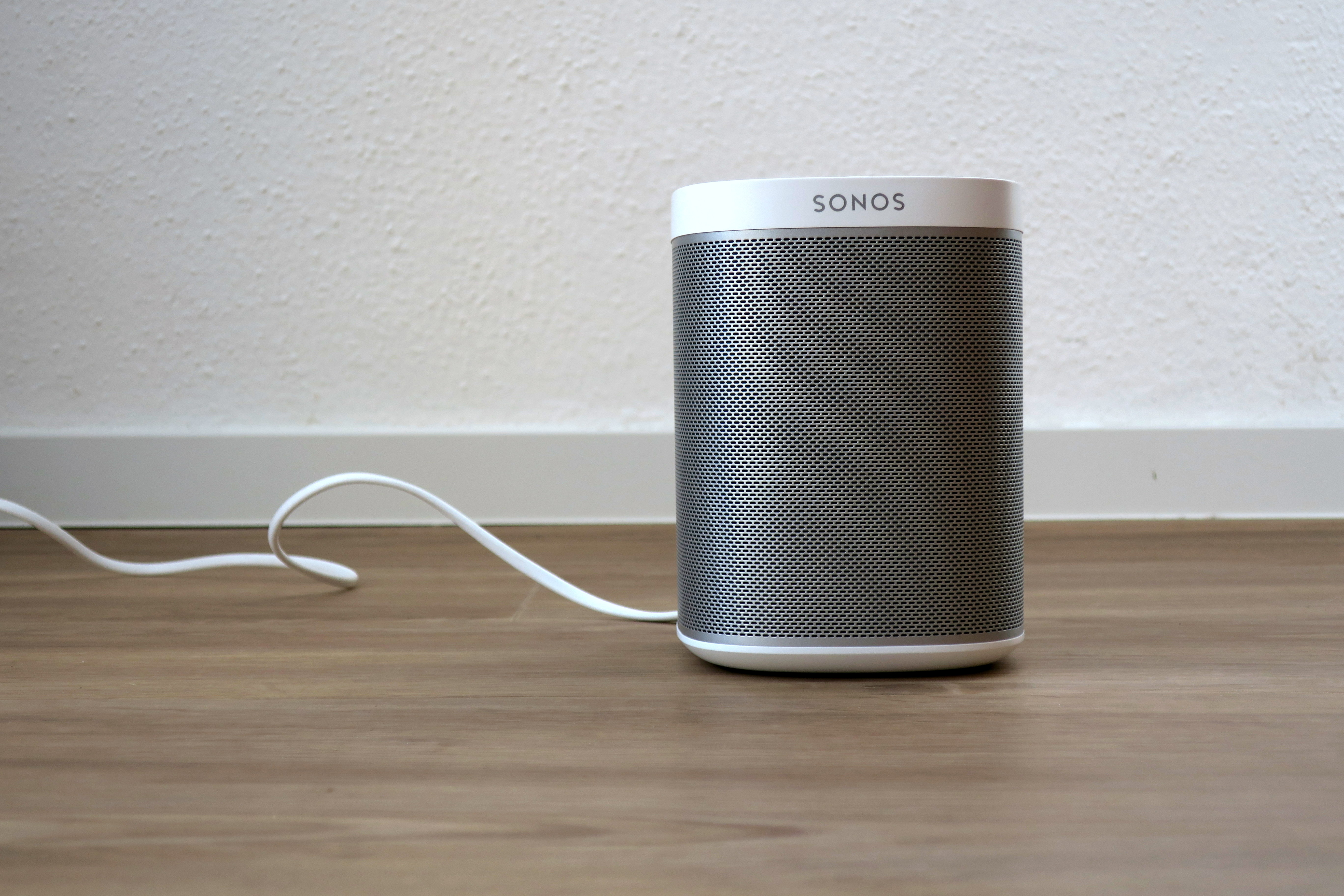

مكبر الصوت الذكي هو نوع من مكبرات الصوت اللاسلكية، وجهاز أوامر صوتية مع مساعد افتراضي متكامل يوفر إجراءات تفاعلية وتفعيلًا دون استخدام اليدين بمساعدة «كلمة تشغيل صوتي» (أو عدة «كلمات تشغيل صوتية»). يمكن أن تعمل بعض مكبرات الصوت الذكية أيضًا بمثابة جهاز ذكي يستخدم الواي-فاي، والبلوتوث وبروتوكولات لاسلكية أخرى لتوسيع نطاق الاستخدام إلى أكثر من تشغيل الصوت، مثل التحكم في أجهزة أتمتة المنزل. يمكن أن يشمل ذلك، على سبيل المثال لا الحصر، ميزات مثل التوافق عبر عدد من الخدمات والأنظمة الأساسية، واتصال الند للند من خلال الشبكات المتداخلة، والمساعدة الافتراضية، وغيرها. ويمكن أن يكون لكل منها واجهة وميزات خاصة داخل المنزل، وعادةً ما تُشغل أو يُتحكم فيها من خلال التطبيق أو برنامج أتمتة المنزل. تتضمن بعض مكبرات الصوت الذكية أيضًا شاشة لإظهار استجابة مرئية للمستخدم.
يُعرف مكبر الصوت الذكي المزود بشاشة لمس بشاشة عرض ذكية. على الرغم من تشابه الحواسيب اللوحية من حيث التصميم، تختلف شاشات العرض الذكية من حيث تركيزها على واجهة المستخدم اللايدوية وميزات المساعد الافتراضي.
اعتبارًا من شتاء 2017 تشير تقديرات الإذاعة العامة الوطنية (إن بّي آر) و إديسون ريسيرتش إلى أن 39 مليون أمريكي (16% من السكان فوق 18 عامًا) يملكون مكبر صوت ذكي.

## مخاوف الخصوصية
يستمع الميكروفون المدمج في مكبرات الصوت الذكية باستمرار إلى «كلمات التشغيل» متبوعة بأمر. ومع ذلك، فإن هذه الميكروفونات التي تستمع باستمرار تثير مخاوف الخصوصية بين المستخدمين. يتضمن ذلك ما يُسجّل، وكيف ستستخدم الشركة البيانات، وكيف ستحميها، وما إذا كانت ستستخدمها للإعلانات المنتشرة. علاوةً على ذلك، أظهر تحليل لبرنامج أمازون أليكسا إيكو دوتس أن 30-38% من «التسجيلات الصوتية الزائفة كانت محادثات بشريّة»، ما يشير إلى أن هذه الأجهزة تلتقط الصوت الخارج بدقة بعد اكتشاف كلمات التشغيل الصوتية.

### بالنسبة للتنصت
هناك مخاوف قوية من أن الميكروفون الذي يستمع دائمًا المُستخدم في مكبر الصوت الذكي يقدم مرشحًا مثاليًا للتسجيل الصوتي. في عام 2017، أظهر باحث الأمن البريطاني مارك بارنز أن شركة إيكو قبل عام 2017 كشفت عن دبابيس تسمح بتمهيد نظام التشغيل لكي يُخترق.

### المساعدة الصوتية مقابل الخصوصية
تقدم برمجيات المساعدة الصوتية خدمة قيمة، ولكن قد يتردد البعض باستخدامها في حالات اجتماعية مختلفة، مثل الأماكن العامة أو حول مستخدمين آخرين. ومع ذلك، بدأ المستخدمون في الآونة الأخيرة باستخدامها أكثر من خلال التفاعل مع مكبرات الصوت الذكية بدلًا من التفاعل مع الهاتف. على الهاتف، يتوفر لمعظم أنظمة المساعدة الصوتية خيار الاشتراك بواسطة زر (على سبيل المثال، سيري بضغطة طويلة على زر الصفحة الرئيسية) بدلًا من المشاركة القائمة على كلمات التشغيل. وعلى الرغم من أن هذا التمييز يزيد من الخصوصية عن طريق الحد من وقت تشغيل الميكروفون، شعر المستخدمون بأن الضغط على زر يجعل العملية أقل سلاسة. لا تقتصر هذه المقايضة على أنظمة المساعدة الصوتية؛ نتيجةً لتزايد عدد الأجهزة التي تتصل عبر الإنترنت، تتزايد المفاضلة بين الراحة والخصوصية.

### العوامل المؤثرة على استخدام مكبرات الصوت الذكية
في حين أن هناك العديد من العوامل التي تؤثر على زيادة استخدام مكبرات الصوت الذكية، خاصةً في ما يتعلق بالخصوصية، يعرف لاو آخرون خمس فئات متميزة على أنها إيجابيات وسلبيات: الملاءمة، والهوية كمتبنٍ مبكر لمكبر الصوت، والعوامل المساهمة، والنقص المحسوس في القدرة على الاستفادة، والمخاوف المتعلقة بالخصوصية والأمن.

## مخاوف أمنية
عند التهيئة دون مصادقة، يمكن تنشيط مكبرات الصوت الذكية من قبل أشخاص آخرين غير المستخدم المقصود. على سبيل المثال، يمكن أن يُسمع أحد زوار المنازل، أو المكاتب أو الأشخاص الموجودين في منطقة يسهل الوصول إليها خارج النافذة المفتوحة أو الجدار الجزئي أو السياج الأمني، بواسطة أحد مكبرات الصوت. أظهر أحد الفرق البحثية القدرة على تحفيز ميكروفونات مكبرات الصوت الذكية والهواتف الذكية من خلال نافذة مغلقة، من مبنى آخر عبر الشارع، باستخدام الليزر.